# مورشانسک
شهر مورشانسک (به روسی: Моршанск) در کشور روسیه و در اوبلاست تامبوف واقع شده‌است.